# Tom Askey
Tom Askey (4. říjen 1974 Tonawanda, New York, Spojené státy americké) je bývalý americký profesionální hokejový brankář, který byl draftován v roce 1993 týmem Mighty Ducks of Anaheim. Za sezónu 2000/2001 v dresu Rochester Americans získal Hap Holmes Memorial Award.

## Hráčská kariéra
Askey odehrál 7 zápasů v NHL za Mighty Ducks of Anaheim. V sezoně 2005/06 pode psal HIFK, ale v lednu 2006 byl vyměněn do Jokeritu. Poté, co se Jokerit nedostal do playoff, přestoupil Askey do švýcarského Fribourg-Gottéron. Na konci léta 2006 podepsal smlouvu v týmu Kalamazoo Wings (International Hockey League). Pak se podíval i do italské ligy, konkrétně do mužstva Alleghe Hockey. Na konci sezony 2007/08 přestoupil do Nottingham Panthers (Britská liga ledního hokeje), aby jim pomohl vyhrát Challenge Cup.

## Ocenění a úspěchy
- 2007/08 EIHL All-Star Second Team
- 2000/01 Harry "Hap" Holmes Memorial Award